# 三島通良
三島 通良（みしま みちよし、1866年7月17日（慶応2年6月6日） - 1925年（大正14年）3月9日）は、明治から大正期にかけての日本の衛生学者、医師。文部省からの委嘱により日本の児童の調査を行い、日本独自の学校衛生を提唱、推進した。また、母子衛生法の改良、三島式種痘法の発明などを行った。しばしば「日本の学校衛生の生みの親」と称される。号は静堂。

## 経歴
慶応2年（1866年）に武蔵国入間郡霞関村笠幡（現・埼玉県川越市笠幡）に生まれる。父の通郷（つうけい）は嘉永から安政年間に私塾を開いて地元の子弟に漢字や習字を教え、明治維新後に受け持っていた修験道場が廃止されると家財や田畑を売り払って上京して遊学し、神奈川県検事などの官職を務めた人物であった。このような父の元に育った通良は帝国大学医科大学（現・東京大学医学部）へと進むが、在学中に父を失って家計の収入が無くなった為、語学教師や翻訳、通訳等をして学資を捻出した苦学生であった。在学中の明治22年（1889年）に育児書「ははのつとめ」を執筆した。婦人と子供の必要性を単純に説くことを目的とした「ははのつとめ」は幅広く読まれ版を重ねた 。卒業後は帝国大学大学院へ進み小児科学を専攻して学校衛生を研究課題とし、お雇い外国人のベルツからも指導を受けた。
当時の日本の学校は校舎や教室及び机や腰掛けなどの備品の物質的な環境が極めて低質なもので非衛生的であった。また、学校の衛生管理も整備されておらず教育衛生の概念も殆ど知られていなかった。こうした中、文部省は体格や体位並びに生活習慣が異なる欧米の学校衛生をそのまま移入することは不可能であるという観点により、日本の児童の調査を委嘱することとなり学校衛生を研究していた三島が選ばれた。明治24年（1891年）10月に文部省普通学務局は文部省学校衛生事項取調嘱託の制度を設け、三島に全国の学校を巡り調査するよう依頼した。三島は九州地方と東北地方を皮切りとして全国を巡り、授業時間、学科時間、就学年齢に加え学校の立地、採光や換気から見た校舎の構造、飲料水、便所、机、腰掛け、教科書の活字の大きさ等の多岐に亘る調査を精力的に行った。翌年には小学校の机と椅子の寸法を定めるための衛生主事として児童の体格検査を実施した。

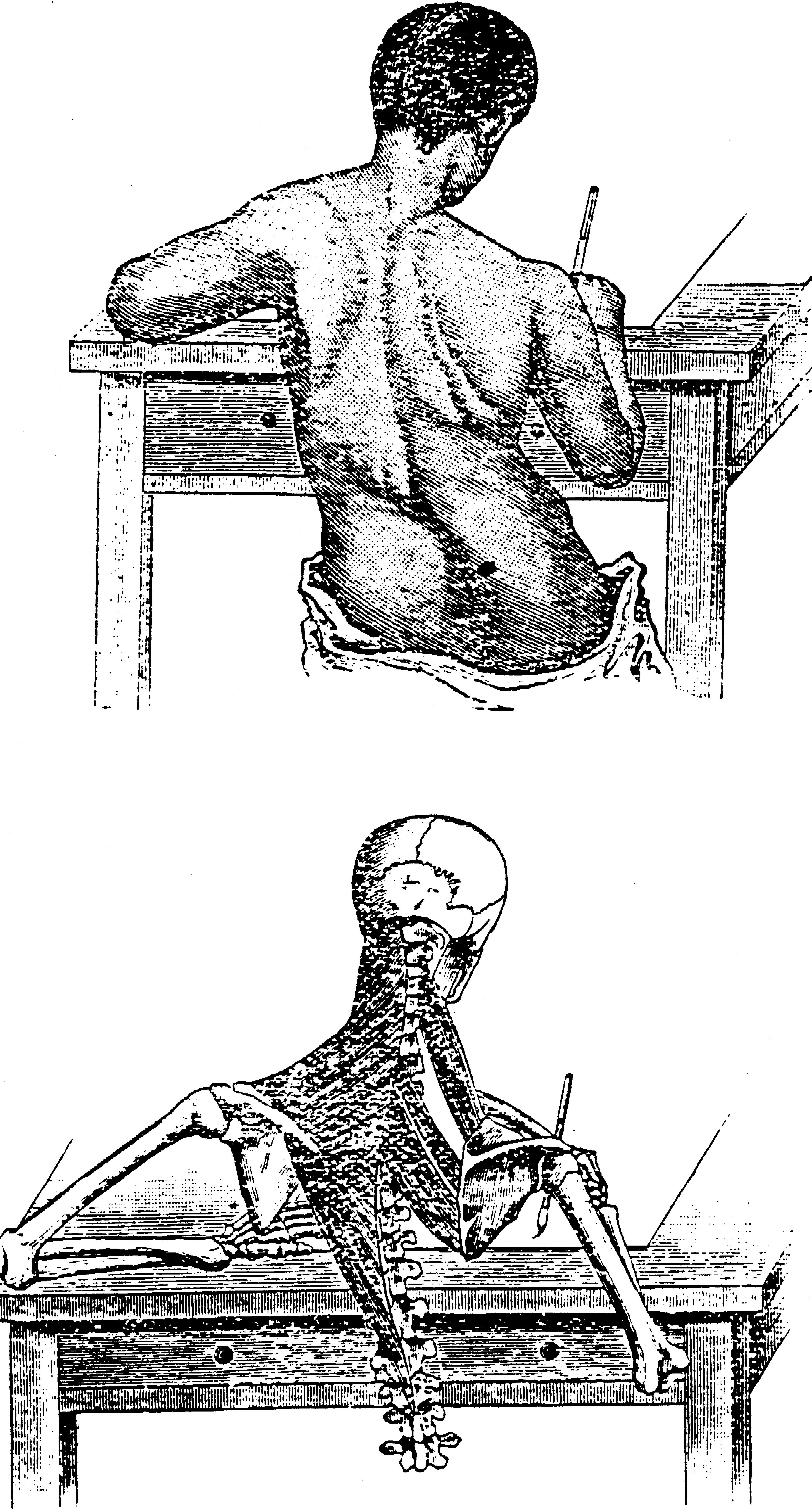
三島通良著「学校衛生学」より『習慣性脊椎側彎症』

これらの調査により教育衛生の実態が明らかとなり、三島はその劣悪な環境を指摘するとともに改善策を論文により提示した。これによると各学校の敷地は党派間の争いにより無闇に選ばれたため、60%が学校衛生上不適当な立地であるという。校舎は町村理事者や学務委員などの裁量により建てられるので、設計、建築の専門家が関わらないことが多く採光、換気、飲料水、便所などについて不適当な校舎は全体の4分の3にも及ぶという。また、学校設備の中でも最悪なものが机、腰掛けであって、実態は本載せ、尻載せに過ぎずこれらを使用すると、生徒に近視または脊椎側彎（そくわん）症が増加する要因であると論じ、校内の結核やトラホームの増加も指摘した。
更には教員に衛生上の知識が乏しく、生徒の休憩時間も十分ではないことを挙げつつ、小学校生徒の健康状態を観察して全児童の約半数が健康病弱者であることを指摘し、「学校は学校ではなく、病態奇形製造所と言わなければならない。しかも政府は、馬や蚕の調査研究には惜しみなく金を出すのに、大切な第二の国民の健康については何らの施策も講じていない。」と断じ、5項目からなる国民の健康度の低下理由を示した。三島の調査により、教室の空気の汚染によって児童の健康が損なわれ、教室の光線により児童の視力を悪化させ、非科学的な児童の体躯に合わない机、腰掛けが脊柱を彎曲させ、伝染病予防方法が存在しないために更に流行させている実態が明瞭になった。三島は明治26年（1893年）にこれらの結果を「学校衛生学」として発表した。また、政府からも明治28年（1895年）に学校衛生取調復命書摘要として刊行された。
三島は児童の身体の健康を保護し、且つ強壮にするためには教育の基礎として学校衛生の必要性を論じ、教育条件の整備と教育方法の改革の重要性を訴えた。具体的な保護の施策として児童を取り巻く環境の改善及び管理、学校医の設置による監督に重きを置いた。教師に対しても衛生意識の向上を求め、校舎に対しては採光、換気を考慮した建築標準を設定した。
また、児童に即した机、腰掛けの標準案、児童の服装の改良図案なども提起した。このような革新的な三島による学校衛生の思想と諸提案は、明治29年（1896年）から三島が主事を務めた学校衛生顧問会議の場で建議として挙げられ、これに基づいて学校清潔方法、学生生徒身体検査規程、公立学校医設置に関する規定、学校医職務規程、学校伝染病予防及消毒方法、未成年者喫煙禁止法、近視予防の見地より教科書用の文字印刷等に関する標準の制定といった形で整備され国の学校衛生制度として公布された。これらの殆どが現代の日本の学校保健へと受け継がれる基本的事項となっている。
同年、東京高師教授を兼任し、明治33年（1900年）3月、文部省官房に学校衛生課が設けられ、学校衛生課長に就任した。同年12月には児童に対する健康の注意点を扱った三島作詞の「衛生唱歌」が出版された。明治35年（1902年）4月に「日本健体小児ノ発育論」で医学博士の学位を取得する。これは日本で初めて小児の発育状況をデータとしてまとめたものであり、以降30年間ほどの育児書における基礎資料となった。児童の就学開始年齢を満7才とするべきかが学校衛生顧問会議に諮問された際には、ドイツの諸学者の学説や自身の調査結果を基に満6才就学の妥当性を挙げ、満7才就学に対して反対した。明治36年（1903年）にドイツ、イギリス、フランスに留学、主としてベルリン大学で学び学校衛生に関する更なる見識を深めた。留学中は万国学校衛生会議の主唱者に選任され、ブリュッセルで開催された第13回万国衛生及びデモグラフィ会議に日本政府委員として出席し翌年帰国した。明治38年（1905年）に東京高師教授を退官し、東京麴町に三島医院を開業する。明治39年（1906年）に執筆した「家庭及教育」は当時の欧米の最新資料に広く範をとり、これに自身の資料を盛り込んだもので、社会学者の横山浩司は「子供の養育を含む家庭教育に関する大著」として紹介している。明治44年（1911年）に脳神経衰弱症を患い医院を廃業した。以降は研究活動に専念し、医術開業試験委員、東大医科講師、東京商大講師、広島高師講師等を務めた。また、明治25年に帝国痘菌院を設立して痘菌の供給と種痘術（三島式種痘法）の研究に取り組み、これの普及にも努めている。大正14年3月9日に死去した。

## 教育学者との論争
三島は常に学校衛生の観点から子どもの健康を論じた。これに対し教育学者からは三島の姿勢に対する反発も生まれた。明治29年、日清戦争後の風潮により尚武的気運が高まった。これを受けて文部省は小学校の体育に撃剣と柔術を導入するべきか（「学校生徒に撃剣柔術を課するの如何」）を学校衛生顧問会議に諮問した。これは同会議が発足してからの最初の議題であった。大日本教育会や東京府教育会などの愛国的、尚武的な内容を教育内容に反映させようとする立場からは、打撃による脳障害などの発病、過激性、乏しい履修効果などの当時あった見解を否定し、却って持久性、敏捷性、骨格強化及び徳性の滋養に絶大な効果があると主張された。
これらの動向に対して当時、学校衛生顧問会議主事であった三島は、「この問題は純粋な体育問題であり、衛生学者の研究すべき問題である。素人である教育学者が尚武などといった教育的理由で子どもの健康を論じるのは拙策である。」と非難した。国家医学会も三島のこの発言と同様の趣旨を表明し、東京府教育会に対して注意を呼びかけている。また三島は、「撃剣は小学児童の体育に全く益が無いのみならず、むしろ弊害有り。局部の運動であって円満な発育を望めない。」と断じている。これらに対して東京府教育会は「教育会は何故に体育問題を議論することができないのか。」と強く反発した。その後、学校衛生顧問会議は「撃剣柔術ハ之ヲ体操術トシテ生徒ニ課スルハ害アリ 但満十五歳以上ノ者ニ一ノ遊戯トシテ之ヲ採用スルハ妨ゲナシ」 とする答申を文部大臣に示し、文部省は小学校への導入を見送った
。

## 栄典
- 1900年（明治33年）11月10日 - 正六位[14]

## 人物
- 文学的な趣味を持ち静堂と号して詩、文、書、謡曲を嗜んだ。また全国を巡回しているが旅行を楽しんでいる観があった。喫煙者である[6]。
- 幸徳秋水が主催する平民新聞に、明治40年（1907年）に連載された下田歌子を批判する特集記事「妖婦 下田歌子」によると[15]、三島が東北地方を巡視した際に下田歌子に恋文を出したという[16][要ページ番号]。

## 親族
- 妻 チヨ（平山靖彦の次女）
- 養子 三島徳七（冶金学者）[17]

## 著作
- 『はゝのつとめ』丸善、1889年6月。 NCID BA4923524X。
  - 『はゝのつとめ』（増補訂正第2版）丸善、1890年12月。 NCID BB27788082。全国書誌番号:40069511。
  - 『はゝのつとめ』（増補訂正第3版）丸善、1892年8月。全国書誌番号:40069512。
  - 『はゝのつとめ』（増補訂正第11版）丸善、1899年3月。 NCID BA64003057。全国書誌番号:40069513。
- 『学校衛生事項取調復命書摘要』文部省普通学務局、1893年9月。 NCID BA75811483。全国書誌番号:40039104。
- 『救世種痘学』博文館、1893年10月。 NCID BA33211617。全国書誌番号:41020437。
- 『学校衛生学』博文館、1893年11月。 NCID BN13397161。全国書誌番号:40039102。
- 『学校衛生事項取調復命書摘要』香川県内務部、1894年4月。全国書誌番号:40039105。
- 『学校衛生取調復命書摘要』博文館、1895年4月。 NCID BN07857471。全国書誌番号:40039107。
- 『学校衛生ニ関スル注意』松村亮、1895年7月。全国書誌番号:40039108。
- 『学生生徒身体検査心得』松本儀兵衛、1897年7月。 NCID BA75812748。全国書誌番号:40039096。
- 『学校児童発育取調報告』三島通良、1897年12月。 NCID BA75798986。全国書誌番号:40039119。
- 『生徒姿勢の図』金港堂、1898年7月。全国書誌番号:40039131。
- 『学校衛生 生徒姿勢の枝折』金港堂、1898年9月。 NCID BN10599556。全国書誌番号:40039130。
- 『衛生唱歌』鈴木米次郎曲、集英堂、1900年12月。 NCID BA76206776。全国書誌番号:40073167。
- アンダーソン『室内体育』三島通良訳補、大日本図書、1901年2月。 NCID BN13053570。全国書誌番号:40075609。
- 『就学年齢問題』文部省〈学制調査資料〉、1902年4月。 NCID BA41638038。全国書誌番号:40038277。
- 『日本健体小児ノ発育論』大日本図書、1902年8月。 NCID BN10576550。全国書誌番号:40057791。
  - 三島通良、武政太郎『日本健体小児ノ発育論・日本の子供』久山社〈日本子どもの歴史叢書 9〉、1997年9月。ISBN 9784906563425。 NCID BA32445940。全国書誌番号:98053937。
- 『中等生理衛生教科書』金港堂、1904年12月。 NCID BB17496604。
  - 『中等生理衛生教科書』（訂正再版）金港堂、1905年2月。 NCID BA81197492。全国書誌番号:40056629。
- 『育児用のものさし』三嶌通良、1906年8月。
  - 『育児用のものさし』（増訂2版）三嶌通良、1907年10月。 NCID BB04494617。
  - 『育児用のものさし』（増訂3版）三嶌通良、1914年3月。全国書誌番号:42000510。
- 『伊豆国史蹟研究』 第1報告書摘要、三嶌通良、1918年9月。 NCID BN15927889。全国書誌番号:43045559。

### 註釈
1. ↑  「ははのつとめ」の二版は榎本武揚文部大臣により題字が書かれている。また昭憲皇后もこれを読んだという[5]。
2. ↑  同期には高田畊安、伊藤隼三、関場不二雄、舟岡英之助、下平用彩などがいる[6]。
3. ↑  ドイツ語に優れていた三島は、ベルツの講演や講義の際の通訳も務めている[8]。
4. ↑  三島の示した低下理由は以下の通りである。
第一、維新前後の時勢の変革により日本人全体の健康度に影響を及ぼし、父母の身体及び精神が衰弱した。第二、小児の教育法が進歩していない。第三、小児の身体及び精神の発育状態に合わない過度の授業を施している。第四、学校衛生法が行われていない。第五、身体及び精神摂生法が知育の度に適当していない[3]。
5. ↑  学校医制度は当時及び現代においても日本以外に類はなく、学校衛生における極めて画期的な制度である[12]。

## 関連文献
- 「医学博士 三嶌通良」（井関九郎監修 『大日本博士録 第弐巻 医学博士之部（其之壱）』 発展社、1922年9月）
- 本図晴之助 「従五位医学博士三島通良先生を吊す」（『日本学校衛生』第13巻第4号、大日本学校衛生協会、1925年4月）
- 「近代学校と保健 : 三島通良の学校衛生と体育」（木村吉次著 『日本近代体育思想の形成』 杏林書院〈杏林新書〉、1975年4月）
- 杉浦守邦 「三島通良」1-18（『学校保健研究』第97号-第131号、1968年2月-1970年12月）
- 近藤真庸 「学校衛生顧問会議の研究」1-4（『中京女子大学紀要』第20号-第23号、1986年3月-1989年3月）
- 西村大志著 『小学校で椅子に座ること : 〈もの〉と〈身体〉からみる日本の近代化』 国際日本文化研究センター〈日文研叢書〉、2005年3月、ISBN 4901558250
- 近藤幹生著 『明治20・30年代における就学年齢の根拠に関する研究 : 三島通良の所論をめぐって』 風間書房、2010年3月、ISBN 9784759917871
- 「明治政府の学校医制度」（高橋裕子著 『明治期地域学校衛生史研究 : 中津川興風学校の学校衛生活動』 学術出版会〈学術叢書〉、2014年11月、ISBN 9784284104173）